# Warren Shouldice
Warren Shouldice, né le 1er avril 1983 à Calgary, est un skieur acrobatique canadien spécialisé dans les épreuves de saut acrobatique. 
Au cours de sa carrière, il a disputé les Jeux olympiques d'hiver de 2006 où il prend une sixième place, de plus il a participé à trois mondiaux où il a remporté la médaille de bronze en 2009 à Inawashiro et l'or en 2011 à Deer Valley, enfin en coupe du monde il est monté à douze reprises sur un podium pour deux victoires le 16 décembre 2005 à Changchun et le 29 janvier 2011 à Calgary.

## Palmarès

### Jeux olympiques d'hiver
| Édition/Discipline | Saut acrobatique |
| JO 2006            | 6e               |
| JO 2010            | 10e              |

### Championnats du monde
| Édition/Discipline | Saut acrobatique |
| Mondiaux 2005      | 9e               |
| Mondiaux 2009      | Bronze           |
| Mondiaux 2011      | Or               |

### Coupe du monde
- Meilleur classement général : 9e en 2006.
- Meilleur classement en saut acrobatique : 3e en 2006.
- 12 podiums dont 2 victoires en saut acrobatique.